# Campylaspis wardi
Campylaspis wardi är en kräftdjursart som beskrevs av Mihai Bacescu 1991. Campylaspis wardi ingår i släktet Campylaspis och familjen Nannastacidae. Inga underarter finns listade i Catalogue of Life.